# Morti nel 1799
| Questa pagina contiene informazioni ricavate automaticamente dalle voci biografiche con l'ausilio del template Bio e di un bot. L'aggiornamento è periodico e automatico e ricostruisce completamente la pagina. Se manca una persona in questa lista, sei pregato di non aggiungerla, ma accertati piuttosto che la sua voce biografica contenga il template Bio e che i dati anagrafici siano correttamente compilati. Se il template Bio manca, inseriscilo tu stesso o, in alternativa, metti l'avviso {{tmp\|Bio}} che ne segnala la mancanza. Se i dati riportati sono sbagliati, correggi direttamente la voce biografica; le modifiche saranno visibili in questa lista entro pochi giorni. Per chiarimenti vedi il progetto biografie. La lista contiene solo le 218 persone che sono citate nell'enciclopedia e per le quali è stato implementato correttamente il template Bio. Pagina aggiornata al 18 lug 2025. |

## Gennaio(17)
- 2 gennaio - János Szily, vescovo cattolico ungherese (n. 1735)
- 5 gennaio - Arthur Chichester, I marchese di Donegall, politico irlandese (n. 1739)
- 6 gennaio - Guglielmo Giorgio Federico d'Orange-Nassau, generale olandese (n. 1774)
- 7 gennaio - Giovan Battista Dell'Era, pittore italiano (n. 1765)
- 8 gennaio - Giovanni Battista Bilesimo, giurista e teologo italiano (n. 1716)
- 9 gennaio - Maria Gaetana Agnesi, matematica, filosofa e teologa italiana (n. 1718)
- 13 gennaio - Giovanni Francesco Guidi di Bagno-Talenti, patriarca cattolico italiano (n. 1720)
- 15 gennaio - Salvatore Branciforte, nobile, politico e militare italiano (n. 1727)
- 18 gennaio - Heinrich Johann Nepomuk von Crantz, medico e botanico lussemburghese (n. 1722)
- 20 gennaio - Orazio Claudio Capra, architetto italiano (n. 1723)
- 22 gennaio - Francesco Paolo Palomba, patriota e rivoluzionario italiano (n. 1779)
- 22 gennaio - Horace-Bénédict de Saussure, alpinista e scienziato svizzero (n. 1740)
- 25 gennaio - Giuseppe Turchi, pittore italiano (n. 1759)
- 25 gennaio - John Wereat, politico statunitense (n. 1733)
- 26 gennaio - Carlo Rezzonico, cardinale italiano (n. 1724)
- 27 gennaio - Lodovico Ricci, economista, politico e storico italiano (n. 1742)
- 31 gennaio - Francis Osborne, V duca di Leeds, nobile, giurista e politico britannico (n. 1751)

## Febbraio(17)
- 2 febbraio - Angelo Giusti, fantino italiano
- 5 febbraio - William Beckford di Somerley, imprenditore e scrittore giamaicano (n. 1744)
- 6 febbraio - Étienne-Louis Boullée, architetto e teorico dell'architettura francese (n. 1728)
- 7 febbraio - Qianlong, imperatore cinese (n. 1711)
- 9 febbraio - Giovanni Archinto, cardinale italiano (n. 1736)
- 11 febbraio - Lazzaro Spallanzani, presbitero e biologo italiano (n. 1729)
- 12 febbraio - Vincenzo Balbiano, politico e militare italiano (n. 1729)
- 12 febbraio - František Xaver Dušek, compositore e musicista ceco (n. 1731)
- 14 febbraio - Vittorio Amedeo Cigna-Santi, poeta e librettista italiano (n. 1728)
- 14 febbraio - Luis Paret, pittore spagnolo (n. 1746)
- 16 febbraio - Carlo Teodoro di Baviera, principe tedesco (n. 1724)
- 18 febbraio - Johann Hedwig, botanico tedesco (n. 1730)
- 19 febbraio - Jean-Charles de Borda, militare, matematico e fisico francese (n. 1733)
- 20 febbraio - Georg Christian Unger, architetto tedesco (n. 1743)
- 24 febbraio - Georg Christoph Lichtenberg, fisico, scrittore e aforista tedesco (n. 1742)
- 24 febbraio - Giovanni Andrea Serrao, vescovo cattolico italiano (n. 1731)
- 25 febbraio - William Dawes, militare statunitense (n. 1745)

## Marzo(11)
- 4 marzo - William Capell, IV conte di Essex, nobile inglese (n. 1732)
- 4 marzo - Károly Eszterházy, vescovo cattolico ungherese (n. 1725)
- 7 marzo - María Antonia de Paz y Figueroa, religiosa argentina (n. 1730)
- 8 marzo - Ignaz Ablasser, pittore austriaco (n. 1739)
- 13 marzo - Béat Fidèle Antoine Jean Dominique de la Tour-Châtillon de Zurlauben, militare e storico svizzero (n. 1720)
- 14 marzo - Maurizio Pedetti, architetto italiano (n. 1719)
- 18 marzo - Adam Friedrich Oeser, pittore e scultore austriaco (n. 1717)
- 20 marzo - Manuel Antonio Flórez, generale spagnolo (n. 1723)
- 25 marzo - Carlo Aloisio di Fürstenberg, generale austriaco (n. 1760)
- 28 marzo - Etta Palm d'Aelders, attivista olandese (n. 1743)
- 29 marzo - Charles Bingham, I conte di Lucan, politico irlandese (n. 1735)

## Aprile(15)
- 3 aprile - Pierre Charles Le Monnier, astronomo e geofisico francese (n. 1715)
- 3 aprile - Francesco Antonio Lucifero, politico, patriota e rivoluzionario italiano
- 3 aprile - Giuseppe Suriano, nobile, politico e patriota italiano (n. 1765)
- 3 aprile - Bartolo Villaroja, nobile, politico e patriota italiano (n. 1751)
- 6 aprile - Aleksandr Andreevič Bezborodko, politico, diplomatico e principe russo (n. 1747)
- 9 aprile - Louis Jean Nicolas Lejoille, militare e marinaio francese (n. 1759)
- 10 aprile - Friederike von Alvensleben, attrice teatrale, drammaturga e librettista tedesca (n. 1749)
- 14 aprile - Michele Vecchio, pittore italiano (n. 1730)
- 15 aprile - Yves-Alexandre de Marbeuf, arcivescovo cattolico francese (n. 1734)
- 16 aprile - Louis-Auguste Feneulle, architetto francese (n. 1733)
- 23 aprile - Anton Johan Wrangel il giovane, ammiraglio svedese (n. 1724)
- 27 aprile - Louis-Marie-Joseph Maximilian Caffarelli du Falga, generale francese (n. 1756)
- 28 aprile - François Giroust, compositore francese (n. 1737)
- 29 aprile - Giovanni Adolfo di Sassonia-Gotha-Altenburg, nobile tedesco (n. 1721)
- 29 aprile - Giuseppe Vanelli, presbitero e giornalista svizzero

## Maggio(18)
- 1º maggio - Antoine Le Picard de Phélippeaux, nobile e militare francese (n. 1767)
- 2 maggio - Juan Vicente de Güemes Padilla Horcasitas y Aguayo, generale spagnolo (n. 1738)
- 2 maggio - Alessio Tulli, patriota e storico italiano (n. 1739)
- 4 maggio - Fateḥ ʿAlī Tīpū, sultano indiano (n. 1750)
- 7 maggio - Gennaro Clemente Francone, arcivescovo cattolico italiano (n. 1728)
- 9 maggio - Claude Balbastre, organista, clavicembalista e compositore francese (n. 1724)
- 9 maggio - Abraham Bennet, fisico inglese (n. 1749)
- 9 maggio - Maurizio D'Alesio, militare e politico italiano
- 10 maggio - Celio Colonna, presbitero italiano
- 10 maggio - Nicola Popolizio, presbitero italiano (n. 1747)
- 14 maggio - Siméon Cardon, religioso francese (n. 1759)
- 15 maggio - Francesco Boaretti, grecista e traduttore italiano (n. 1748)
- 16 maggio - Jean-Michel Venture de Paradis, orientalista francese (n. 1739)
- 18 maggio - Pierre-Augustin Caron de Beaumarchais, drammaturgo francese (n. 1732)
- 19 maggio - Nikolaj Petrovič Osipov, scrittore, poeta e traduttore russo (n. 1751)
- 19 maggio - Roger Vandercruse Lacroix, ebanista francese (n. 1728)
- 26 maggio - James Burnett, Lord Monboddo, magistrato, linguista e filosofo scozzese (n. 1714)
- 29 maggio - Franz Albert Leopold von Oberndorff, nobile e politico tedesco (n. 1720)

## Giugno(9)
- 6 giugno - Patrick Henry, politico e avvocato statunitense (n. 1736)
- 7 giugno - Vittoria di Borbone-Francia, principessa (n. 1733)
- 7 giugno - Barbara Campanini, ballerina italiana (n. 1719)
- 12 giugno - Joseph Boulogne Chevalier de Saint-George, compositore e violinista francese
- 13 giugno - Giovanni Fantuzzi, storico, biografo e bibliografo italiano (n. 1718)
- 14 giugno - Ludwig Carl von Hohenlohe-Waldenburg-Bartenstein, principe e mecenate tedesco (n. 1731)
- 15 giugno - Paolo Porporato di Sampeyre, nobile italiano (n. 1727)
- 19 giugno - Amalia di Sassonia-Hildburghausen, duchessa (n. 1732)
- 30 giugno - Francesco Caracciolo, ammiraglio italiano (n. 1752)

## Luglio(14)
- 4 luglio - Giambattista Toderini, abate, scrittore e filosofo italiano (n. 1728)
- 5 luglio - François Ignace Ervoil d'Oyré, generale francese (n. 1739)
- 5 luglio - Cornelis de Pauw, filosofo e geografo olandese (n. 1739)
- 7 luglio - William Curtis, botanico inglese (n. 1746)
- 9 luglio - Olivier Remigius von Wallis auf Carrighmain, generale austriaco (n. 1742)
- 13 luglio - Jean René César de Saint-Julien de Chabon, ammiraglio francese (n. 1752)
- 19 luglio - John Sackville, III duca di Dorset, nobile e ambasciatore inglese (n. 1745)
- 20 luglio - Andrea Vitaliani, patriota, rivoluzionario e orologiaio italiano (n. 1761)
- 22 luglio - Antonio Greppi, nobile, diplomatico e banchiere italiano (n. 1722)
- 23 luglio - Pasquale Battistessa, militare italiano (n. 1769)
- 23 luglio - Elisha Lawrence, politico statunitense (n. 1746)
- 26 luglio - Antoine Groignard, militare e ingegnere francese (n. 1727)
- 28 luglio - Julien de Parme, pittore svizzero (n. 1736)
- 29 luglio - Le Blanc de Guillet, drammaturgo e giornalista francese (n. 1730)

## Agosto(18)
- 2 agosto - Douglas Hamilton, VIII duca di Hamilton, nobile scozzese (n. 1756)
- 5 agosto - Richard Howe, I conte Howe, ammiraglio britannico (n. 1726)
- 6 agosto - Marcus Elieser Bloch, ittiologo tedesco (n. 1723)
- 6 agosto - Franz Georg von Keeß, giurista austriaco (n. 1747)
- 14 agosto - Oronzio Massa, generale italiano (n. 1760)
- 15 agosto - Barthélemy Catherine Joubert, generale francese (n. 1769)
- 15 agosto - Giuseppe Parini, poeta e abate italiano (n. 1729)
- 15 agosto - Francesco Pio Santi, vescovo cattolico italiano (n. 1740)
- 16 agosto - Vincenzo Manfredini, compositore e clavicembalista italiano (n. 1737)
- 18 agosto - Pierre-Augustin Guys, scrittore e viaggiatore francese (n. 1721)
- 19 agosto - Vasilij Ivanovič Baženov, architetto russo
- 20 agosto - Eleonora de Fonseca Pimentel, patriota, politica e giornalista italiana (n. 1752)
- 20 agosto - Vincenzo Lupo, patriota italiano (n. 1755)
- 20 agosto - Michele Natale, vescovo cattolico italiano (n. 1751)
- 20 agosto - Nicola Pacifico, prete italiano (n. 1734)
- 20 agosto - Gennaro Serra di Cassano, patriota italiano (n. 1772)
- 21 agosto - Johann Julius Walbaum, medico, naturalista e zoologo tedesco (n. 1724)
- 29 agosto - Papa Pio VI, papa, vescovo cattolico e cardinale italiano (n. 1717)

## Settembre(12)
- 1º settembre - Maurizio Giuseppe di Savoia, principe italiano (n. 1762)
- 4 settembre - Ettore Carafa, militare e patriota italiano (n. 1767)
- 7 settembre - Carlotta Amalia d'Assia-Philippsthal, duchessa (n. 1730)
- 7 settembre - Jan Ingenhousz, botanico olandese (n. 1730)
- 7 settembre - Louis Guillaume Le Monnier, naturalista, fisico e medico francese (n. 1717)
- 19 settembre - Pierre-Jacques Volaire, pittore francese (n. 1729)
- 22 settembre - Gesualdo Francesco Ferri, pittore italiano (n. 1728)
- 24 settembre - Gabriele Manthoné, generale e patriota italiano (n. 1764)
- 25 settembre - Friedrich von Hotze, generale svizzero (n. 1739)
- 30 settembre - Stefano Arteaga, scrittore spagnolo (n. 1747)
- 30 settembre - Francesco Antonio Astore, letterato e filosofo italiano (n. 1742)
- 30 settembre - Prosdocimo Rotondo, avvocato e patriota italiano (n. 1757)

## Ottobre(21)
- 1º ottobre - Filippetto de Marinis, patriota italiano (n. 1778)
- 1º ottobre - Ercole D'Agnese, rivoluzionario e giurista italiano (n. 1745)
- 5 ottobre - António Dinis da Cruz e Silva, poeta e magistrato portoghese (n. 1731)
- 5 ottobre - Wilhelm Cramer, violinista e direttore d'orchestra tedesco (n. 1746)
- 6 ottobre - William Withering, botanico britannico (n. 1741)
- 9 ottobre - Pierre-Joseph-Georges Pigneau de Béhaine, vescovo cattolico, missionario e religioso francese (n. 1741)
- 13 ottobre - Giuseppe Lahoz Ortiz, generale italiano (n. 1766)
- 13 ottobre - William Paca, politico statunitense (n. 1740)
- 14 ottobre - Felice Mastrangelo, patriota italiano (n. 1773)
- 14 ottobre - Nicola Palomba, presbitero, patriota e politico italiano (n. 1746)
- 17 ottobre - Louis Claude Cadet de Gassicourt, chimico e farmacista francese (n. 1731)
- 17 ottobre - Johann Georg Schlosser, scrittore tedesco (n. 1739)
- 20 ottobre - James Iredell, giudice statunitense (n. 1751)
- 22 ottobre - Luigi Bozzaotra, politico e patriota italiano (n. 1763)
- 23 ottobre - József Batthyány, cardinale e arcivescovo cattolico ungherese (n. 1727)
- 24 ottobre - Carl Ditters von Dittersdorf, compositore e violinista austriaco (n. 1739)
- 29 ottobre - Ignazio Ciaia, scrittore italiano (n. 1766)
- 29 ottobre - Domenico Cirillo, patologo, entomologo e botanico italiano (n. 1739)
- 29 ottobre - Francesco Mario Pagano, giurista, filosofo e politico italiano (n. 1748)
- 29 ottobre - Giorgio Vincenzo Pigliacelli, giurista e politico italiano (n. 1751)
- 31 ottobre - Ignazio Falconieri, presbitero italiano (n. 1755)

## Novembre(14)
- 7 novembre - Pál László Esterházy, vescovo cattolico ungherese (n. 1730)
- 9 novembre - Giuliana d'Assia-Philippsthal, contessa (n. 1761)
- 10 novembre - Johann Christian Brandes, attore teatrale e commediografo tedesco (n. 1735)
- 11 novembre - Pasquale Baffi, grecista, bibliotecario e rivoluzionario italiano (n. 1749)
- 19 novembre - Vincenzio Russo, patriota e politico italiano (n. 1770)
- 20 novembre - Lev Aleksandrovič Naryškin, nobile russo (n. 1733)
- 22 novembre - Vincenzo Giuliani, storico, medico e archeologo italiano (n. 1733)
- 24 novembre - Giovanni Domenico Straticò, vescovo cattolico, teologo e letterato italiano (n. 1732)
- 27 novembre - Leopold Keckheisen, pittore austriaco (n. 1726)
- 28 novembre - Giuseppe Leonardo Albanese, patriota e ufficiale italiano (n. 1759)
- 28 novembre - Domenico Bisceglia, patriota e politico italiano (n. 1756)
- 28 novembre - Vincenzo De Filippis, matematico, filosofo e patriota italiano (n. 1749)
- 28 novembre - Giuseppe Logoteta, patriota e politico italiano (n. 1758)
- 28 novembre - Gregorio Mattei, giornalista e politico italiano (n. 1761)

## Dicembre(20)
- 5 dicembre - Elijah Clarke, generale statunitense (n. 1736)
- 6 dicembre - Joseph Black, chimico e medico scozzese (n. 1728)
- 7 dicembre - Francesco Conforti, presbitero, teologo e giurista italiano (n. 1743)
- 7 dicembre - Antonio Raffaello Doria, militare italiano (n. 1766)
- 7 dicembre - Ferdinando Ruggi d'Aragona, patriota e nobile italiano (n. 1760)
- 8 dicembre - Giuseppe Cades, pittore italiano (n. 1750)
- 9 dicembre - Agostino Bossi, stuccatore italiano (n. 1740)
- 9 dicembre - Bartolomeo Cavaceppi, scultore italiano
- 12 dicembre - Leopoldo De Renzis, militare italiano (n. 1749)
- 12 dicembre - Nicola Fiorentino, scienziato, scrittore e patriota italiano (n. 1755)
- 12 dicembre - Michele Granata, religioso e patriota italiano (n. 1748)
- 14 dicembre - George Washington, politico e generale statunitense (n. 1732)
- 15 dicembre - Charles Édouard Jennings de Kilmaine, generale irlandese (n. 1751)
- 18 dicembre - Jean-Étienne Montucla, matematico francese (n. 1725)
- 18 dicembre - Préville, attore teatrale francese (n. 1721)
- 24 dicembre - Ludwig Cavriani, funzionario austriaco (n. 1739)
- 27 dicembre - Guillaume-Martin Couture, architetto francese (n. 1732)
- 30 dicembre - Oronzo Albanese, presbitero e rivoluzionario italiano (n. 1748)
- 31 dicembre - Louis Jean-Marie Daubenton, naturalista e medico francese (n. 1716)
- 31 dicembre - Jean-François Marmontel, romanziere, poeta e drammaturgo francese (n. 1723)

## Senza giorno specificato(32)
- Michel-Victor Acier, ceramista e scultore francese (n. 1736)
- Juan Ignacio Aguilar, gesuita peruviano (n. 1716)
- Rosario Alagna di Mozia, archeologo italiano (n. 1720)
- John Bacon, scultore inglese (n. 1740)
- Giorgio Baroni Cavalcabò, avventuriero e diplomatico italiano (n. 1717)
- André Barthélemy de Courcay, bibliotecario e numismatico francese (n. 1744)
- Carmelo Battaglia, architetto italiano
- Gabriele Bella, pittore italiano (n. 1720)
- María Bermejo, attrice teatrale spagnola (n. 1755)
- Francesco Boccheciampe, militare francese (n. 1773)
- James Bolton, naturalista e illustratore inglese (n. 1750)
- Robert Brooke, politico statunitense (n. 1761)
- Francesco Saverio Bruno, giurista italiano (n. 1756)
- Niccolò Carlomagno, patriota italiano (n. 1761)
- Carlo Luigi Costantini, politico italiano (n. 1739)
- Michele Deconet, violinista italiano (n. 1713)
- Antoine Deparcieux, matematico francese (n. 1753)
- Lorenzo Feliciati, pittore italiano (n. 1732)
- François Fulconis, militare (n. 1760)
- Bartolomeo Gilardoni, inventore italiano (n. 1729)
- Nicolas-Henri Jardin, architetto francese (n. 1720)
- Giacomo Monaldi, scultore italiano (n. 1730)
- Giuseppe Oliverio, ingegnere italiano
- Giuseppe Pecis, letterato e scienziato italiano (n. 1716)
- Isabella Pio di Savoia, nobildonna spagnola (n. 1719)
- Étienne Pierre de Rochechouart, ammiraglio francese (n. 1724)
- Nagasawa Rosetsu, pittore giapponese (n. 1754)
- John Strange, diplomatico, archeologo e scienziato britannico (n. 1732)
- Giuseppe Vinci, ingegnere italiano
- Francesco Zoppi, scultore italiano (n. 1733)
- Elisabetta de Gemmis, nobildonna italiana
- Hortense Félicité de Mailly, francese (n. 1715)